# Lista dos arcebispos da Cantuária

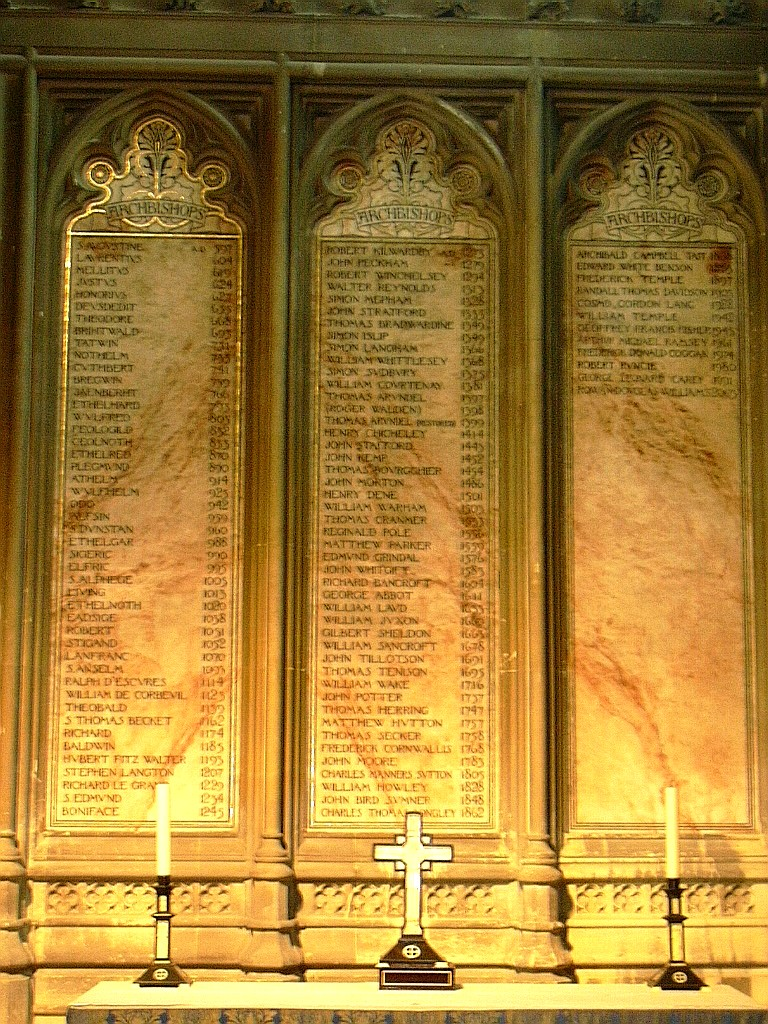
Lista dos arcebispos, gravada na catedral de Cantuária

O Arcebispo de Cantuária é o "Primaz de Toda a Inglaterra" (o "primeiro bispo" da Inglaterra), efetivamente servindo como líder da igreja estabelecida da Inglaterra e, simbolicamente, da Comunhão Anglicana mundial. Do século VI ao século XVI, os arcebispos de Cantuária estavam em plena comunhão com os Bispos de Roma, os Papas. Dezoito arcebispos foram canonizados pela Igreja Católica Romana. Durante a Reforma Inglesa, a igreja inglesa rompeu com a autoridade do Papa, a princípio temporariamente, depois permanentemente, reconhecendo o monarca inglês como fonte de autoridade superior.
Na Idade Média houve uma variação considerável no procedimento de nomeação do arcebispo e de outros bispos. Em vários momentos, a nomeação foi feita pelos cânones da Catedral de Cantuária, o monarca inglês, ou pelo Papa. Desde a Reforma, a igreja é explicitamente uma igreja estatal e a nomeação é legalmente a da coroa britânica; hoje é feito em nome do monarca pelo primeiro-ministro do Reino Unido, a partir de uma lista de dois selecionados pela Crown Nominations Commission, um comitê.

## Período anglo-saxão
| De                        | Até                            | Titular                | Notas |
| ------------------------- | ------------------------------ | ---------------------- | --- |
| 597                       | 26 Maio de 604 ou 605          | Agostinho de Cantuária | Canonizado: Santo Agostinho de Cantuária.                                                                            |
| c. 604                    | 2 Fevereiro ereiro de 619      | Laurêncio de Cantuária | (Laurentius, Lawrence) Canonizado: Santo Laucêncio de Cantuária.                                                     |
| 619                       | 24 Abril de 624                | Mellitus               | Canonizado: São Mellitus                                                                                             |
| 624                       | entre 10 Novembro de 627 e 631 | Justus                 | Canonizado São Justus.                                                                                               |
| 627                       | 30 Setembro de 653             | Honorius               | Canonizado: São Honório.                                                                                             |
| Março de 655              | 14 Julho ho de 664             | Deusdedit              | Canonizado: São Deusdedit.                                                                                           |
| 14 Julho 664              | c. 666                         | Sé vacante             | Sé vacante |
| c. 666                    | 668                            | (Wighard)              | (Wigheard) Morreu de peste antes da consagração.                                                                     |
| 26 Mar 668                | 19 Setembro de 690             | Theodore               | Canonizado: São Teodoro de Tarso.                                                                                    |
| 29 Junho de 693           | 13 Janeiro de 731              | Berhtwald              | (Brihtwald, Beorhtweald, Bertwald, Berthwald, Beorhtwald, ou Beretuald) Abade de Reculver; canonizado: St Berhtwald. |
| 10 Junhonho de 731        | 30 Julho ho de 734             | Tatwine                | (Tatwin, Tatuini ou Tadwinus) Canonizado: São Tatwine.                                                               |
| 735                       | 17 Outubro de 739              | Nothhelm               | (Nothelm) Canonizado: São Nothelm.                                                                                   |
| c. 740                    | 26 Outubro de 760              | Cuthbert               | Possivelmente traduzido de Hereford.                                                                                 |
| 27 Setembro de 761        | 764                            | Bregowine              | (Bregwine or Bregwin) Canonizado São Bregwin.                                                                        |
| 2 Fevereiro ereiro de 765 | 11/12 Agosto de 792            | Jænberht               | (Jambert, Jaenbeorht, Jænbert, Jaenberht, Jaenbert, ou Jaenberht) Abbot de St Agosto ustine's, Canterbury.           |
| 21 Julho ho de 793        | 12 Maio de 805                 | Æthelhard              | (Ethelhard, Æthilheard, or Aethelheard)                                                                              |
| c. Outubro de 805         | 21 Março de 832                | Wulfred                | |
| 8 Junho de 832            | 30 Agosto de 832               | Feologild              | (Feologeld) Abade de um mosteiro desconhecido antes da eleição.                                                      |
| c. 27 Julho ho de 833     | 4 Fevereiro ereiro de 870      | Ceolnoth               | |
| 870                       | 30 Junho de 888                | Æthelred               | (Ethelred) |
| 890                       | 2 Agosto de 923                | Plegmund               | (Plegemund) Escriturário do Rei Alfredo.                                                                             |
| Entre 923 e 925           | 8 Janeiro de 926               | Athelm                 | (Æðelhelm) Traduzido de Wells.                                                                                       |
| c. 926                    | 12 Fevereiro ereiro de 941     | Wulfhelm               | Traduzido de Wells.                                                                                                  |
| 941                       | 2 Junho de 958                 | Oda                    | (Odo, Oda the Severe) Traduzido de Ramsbury; canonizado: São Oda.                                                    |
| 958                       | 959                            | Ælfsige                | (Aelfsige) |
| 959                       | dep. 959                       | Byrhthelm              | (Beorhthelm ou Birthelm) Traduzido de Wells, deposto e devolvido a Wells.                                            |
| 959                       | 19 Maio de 988                 | Dunstan                | Canonizado: São Dunstano.                                                                                            |
| 988                       | Fevereiro ereiro de 990        | Æthelgar               | Traduzido de Selsey.                                                                                                 |
| 990                       | 28 Outubro de 994              | Sigeric the Serious    | Traduzido de Ramsbury.                                                                                               |
| el. 21 Apr 995            | 16 Novembro embro de 1005      | Ælfric de Abingdon     | (Ælfric de Wessex) Traduzido do Winchester; canonizado: São Aelfric.                                                 |
| 1006                      | 19 Abril de 1012               | Ælfheah                | (Alphege, Elphege, Alfege, ou Godwine) Traduzido de Winchester; canonizado: São Alphege.                             |
| 1013                      | 12 Junho de 1020               | Lyfing                 | Traduzido de Wells.                                                                                                  |
| 13 Novembro embro 1020    | c. 29 Outubro de 1038          | Æthelnoth              | (Aethelnoth, Ethelnoth, Egelnodus, ou Ednodus) Ex-deão de Cantuária.                                                 |
| 1038                      | 29 Outubro de 1050             | Eadsige                | (Eadsige, Eadsimus, ou Eadsin)                                                                                       |
| Mar 1051                  | Por volta de Setembro de 1052  | Robert de Jumièges     | (Robert Chambert ou Robert Champart) Deposto.                                                                        |
| 1052                      | Privado em 11 Abril de 1070    | Stigand                | Simultaneamente Bispo de Winchester; privado de ambas as sés.                                                        |
| Fontes:                   |                                |                        | |

## Depois da conquista normanda
| De                               | Até                                  | Titular                      | Notas | Brasão                                               |
| -------------------------------- | ------------------------------------ | ---------------------------- | --- | ---------------------------------------------------- |
| 29 Agosto de 1070                | 28 Maio de 1089                      | Lanfranc                     | Abade de St. Étienne, Caen. |                                                      |
| 28 Maio de 1089                  | 4 Dezembro de 1093                   | Sé vacante                   | Sé vacante |                                                      |
| 4 Dezembro de 1093               | 21 Abril de 1109                     | Anselm                       | Abade de Bec; Canonizado: Santo Anselmo. |                                                      |
| 21 Abril de 1109                 | 26 Abril de 1114                     | Sé vacante                   | Sé vacante |                                                      |
| 26 Abril de 1114                 | 2 Outubro de 1122                    | Ralph d'Escures              | Traduzido de Rochester. |                                                      |
| 18 Fevereiro ereiro de 1123      | 21 Novembro embro de 1136            | William de Corbeil           | (William de Corbeil) Anteriormente São Osyth. |                                                      |
| 21 Novembro embro de 1136        | 8 Janeiro de 1139                    | Sé vacante                   | Sé vacante |                                                      |
| 8 Janeiro de 1139                | 18 Abril de 1161                     | Theobald de Bec              | (Tedbald) Abade de Bec. |                                                      |
| 18 Abril de 1161                 | 3 Junho de 1162                      | Sé vacante                   | Sé vacante |                                                      |
| 3 Junho de 1162                  | 29 Dezembro de 1170                  | Thomas Becket                | (Tomás de Londres, Tomás Becket) Anteriormente arquidiácono de Canterbury e Lord Chancellor; assassinado. Canonizado: São Tomás de Cantuária.                                                                 |                                                      |
| 1173                             | 1173                                 | (Roger de Bailleul)          | Abade de Le Bec-Hellouin; eleito, mas recusou o cargo. |                                                      |
| 7 Abril de 1174                  | 16 Fevereiro ereiro de 1184          | Richard                      | (Richard de Dover) Anteriormente de Dover. |                                                      |
| tr. Dezembro de 1184             | Novembro embro de 1190               | Baldwin de Forde             | Traduzido de Worcester. |                                                      |
| 27 Novembro embro de 1191        | 26 Dezembro 1191                     | (Reginald Fitz Jocelin)      | (Reginald Italus, Richard the Lombard ou Reginald Lombardus) Traduzido de Wells; eleito, no entanto, os recursos contra ela foram enviados ao Papa Celestino III, mas Reginald morreu antes de serem ouvidos. |                                                      |
| 26 Dezembro de 1191              | 29 Maio de 1193                      | Sé vacante                   | Sé vacante |                                                      |
| tr. 29 Maio de 1193              | 13 Julho ho de 1205                  | Hubert Walter                | Traduzido de Salisbury; Lord Chancellor; Chief Justiciar. |                                                      |
| Entre Julho ho e outubro de 1205 | Entre outubro e dezembro de 1206     | (Reginald)                   | Eleito mas destituído por Inocêncio III. |                                                      |
| Após 11 Dezembro de 1205         | 30 Março de 1206                     | (John de Gray)               | Bispo de Norwich; escolhido pelos monges, mas posto de lado pelo Papa Inocêncio III. |                                                      |
| 17 Junho de 1207                 | 9 Julho ho de 1228                   | Cardeal Stephen Langton      | Se tornou cardeal em 1206. |                                                      |
| 3 Agosto de 1228                 | Janeiro de 1229                      | (Walter d'Eynsham)           | (Walter de Hempsham) Eleito, mas impedido pelo Rei Henrique III da Inglaterra e pelo Papa Gregório IX. |                                                      |
| 10 Junhode 1229                  | 3 agosto de 1231                     | Richard le Grant             | (Richard Grant ou Richard Wethershed) Ex-Chanceler da Sé de Lincoln. |                                                      |
| Após 22 semtembro de 1231        | 20 Dezembro de 1231                  | (Ralph Neville)              | (Ralf Nevill) Bispo de Chichester, eleição anulada pelo Papa Gregório IX. |                                                      |
| 16 Março de 1232                 | 12 Junho de 1232                     | (John de Sittingbourne)      | Eleição anulada pelo Papa Gregório IX. |                                                      |
| 26 Agosto de 1232                | 1 Junho de 1233                      | (John Blund)                 | (Johannes Blund, Iohannes Blondus, Iohannes Blundus) eleição anulada pelo Papa Gregório IX. |                                                      |
| 2 Abril de 1234                  | 16 Novembro embro de 1240            | Edmund Rich                  | Prebendary de Salisbury; canonizado como: São Edmundo de Abingdon. |                                                      |
| 1 Fevereiro ereiro de 1241 [C]   | 14 Julho ho de 1270                  | Bonifácio de Saboia          | Traduzido de Belley na França |                                                      |
| 9 setembro de 1270               | Verão de 1272                        | (William Chillenden)         | (Adam de Chillenden) Antes de Christ Church, Canterbury; eleito, mas rejeitado pelo Papa Gregório X. |                                                      |
| 26 Fevereiro ereiro de 1273      | res. 5 Junho de 1278                 | Cardinal Robert Kilwardby OP | Se tornou cardial em 1278; |                                                      |
| Após Junho ou Julho ho de 1278   | Janeiro de 1279                      | (Robert Burnell)             | (Robert Burnel) Bispo de Bath & Wells; eleito, mas anulado pelo Papa Nicolau III. |                                                      |
| 19 Fevereiro ereiro de 1279      | 8 Dezembro de 1292                   | John Peckham deM             | (John Pecham) Provincial da Ordem Franciscana da Inglaterra. |                                                      |
| 12 Setembro de 1294              | 11 Maio de 1313                      | Robert Winchelsey            | (Robert Winchelsea) Anteriormente Arquidiácono de Essex; Chancellor de Oxford |                                                      |
| 28 Maio de 1313                  | 1 Outubro de 1313                    | (Thomas Cobham)              | Eleição anulada. |                                                      |
| 1 Outubro de 1313                | 16 Novembro embro de 1327            | Walter Reynolds              | Traduzido de Worcester; Lord Chancellor; Senhor Tesoureiro. |                                                      |
| 5 Junho de 1328                  | 12 Outubro de 1333                   | Simon Mepeham                | (Simon Meopham) Prebendário da Catedral de Chichester; excomungado. |                                                      |
| Após 3 Novembro embro de 1333    | 23 Agosto de 1348                    | John de Stratford            | Lord Chancellor. |                                                      |
| 24 Setembro de 1348              | 20 Maio de 1349                      | (John de Ufford)             | Reitor de Lincoln; Lord Chancellor; morreu de peste antes da consagração. |                                                      |
| 19 Julho ho de 1349              | 26 Agosto de 1349                    | Thomas Bradwardine           | Morreu de peste. | Arms de Bradwardine: Barry de six ermine and ermines |
| 20 Dezembro de 1349              | 26 Abril de 1366                     | Simon Islip                  | Prebendário de São Paulo; secretário do rei e guardião do Selo Privado. |                                                      |
| 1366                             | 1366                                 | (William Edington)           | (William Edendon) Bispo de Winchester; eleito, mas recusou a sé. |                                                      |
| tr. 24 Julho ho 1366             | 28 Novembro embro de 1368            | Cardeal Simon Langham        | Traduzido de Ely; se tornou um cardeal em 1368; e renunciou à sé. Ele foi eleito pela segunda vez em 1374, mas o Papa Gregório XI se recusou a confirmar a eleição.                                           |                                                      |
| tr. 11 Outubro de 1368           | Junho de 1374                        | William Whittlesey           | (William Wittlesey) Traduzido deWorcester. |                                                      |
| tr. 4 Maio de 1375               | 14 Junho de 1381                     | Simon Sudbury                | (Simon de Sudbury; Simon Tibold; Simon Theobold) Traduzido de Londres; Lord Chancellor; Dezembro apitado durante a Revolta dos camponeses na Inglaterra .                                                     |                                                      |
| 31 Julho ho de 1381              | 31 Julho ho de 1396                  | William Courtenay            | Traduzido de London; Lord Chancellor. |                                                      |
| 25 Setembro de 1396              | 1397                                 | Thomas Arundel               | (Thomas Fitz-Alan) Traduzido de York; Lord Chancellor; acusado de alta traição sob Ricardo II, fugiu, mas foi restaurado mais tarde.                                                                          |                                                      |
| 8 Novembro embro de 1397         | Destituído em 19 outubro de 1399     | Roger Walden                 | Destituído. |                                                      |
| Restaurado em 19 outubro de 1399 | 19 Fevereiro ereiro de 1414          | Thomas Arundel (again)       | (Thomas Fitz-Alan) restituído por Henry IV. |                                                      |
| 12 Março de 1414                 | 12 Abril de 1443                     | Henry Chichele               | (Henry Chicheley; Henry Checheley) Traduzido do St David's. |                                                      |
| 13 Maio de 1443                  | 25 Maio de 1452                      | John Stafford                | Traduzido de Bath & Wells; Lord Chancellor; Lord Treasurer. |                                                      |
| 21 Julho ho de 1452              | 22 Março de 1454                     | Cardinal John Kemp           | Se tornou cardeal em 1439; Traduzido de York; Lorde chanceler |                                                      |
| tr. 23 Abril de 1454             | 30 Março de 1486                     | Cardinal Thomas Bourchier    | trazido de Ely; Lord Chancellor; se tornou cardeal em 1467. |                                                      |
| tr. 6 Outubro de 1486            | 15 Setembro de 1500                  | Cardeal John Morton          | Trazido de Ely; Lord Chancellor. Se tornou cardeal em 1493. |                                                      |
| 22 Janeiro de 1501               | 27 Janeiro de 1501                   | (Thomas Langton)             | Bispo de Winchester; morreu 5 dias depois de ser escolhido. |                                                      |
| tr. 26 Abril de 1501             | 15/17 Fevereiro ereiro de 1503       | Henry Deão                   | (Henry Deão ; Henry Dene) traduzido de Salisbury. |                                                      |
| tr. 29 Novembro embro de 1503    | 22 Agosto de 1532                    | William Warham               | Traduzido de Londres; Lord Chancellor até 1515. |                                                      |
| 30 Março de 1533                 | Destituído 13 Novembro embro de 1555 | Thomas Cranmer               | Arquediácono de Taunton; Primeiro arcebispo protestante; excomungado por Roma e destituído por heresia 1553; Morto na fogueira, 21 de março de 1556.                                                          |                                                      |
| 22 Março de 1556                 | 18/19 Novembro embro de 1558         | Cardeal Reginald Pole        | Deão de Exeter; Se tornou cardeal 1536; administrador diocesano desde 11 de dezembro de 1555; último arcebispo católico romano.                                                                               |                                                      |
| Fontes:                          |                                      |                              | |                                                      |

## Após oassentamento elisabetano
| de[A]                           | até[B]                          | Titular                 | Notas |
| ------------------------------- | ------------------------------- | ----------------------- | --- |
| 17 Dezembro de 1559             | 17 maio de 1575                 | Matthew Parker          | Deão Lincoln. |
| tr. 29 Dezembro de 1575         | 6 Julho de 1583                 | Edmund Grindal          | Traduzido de York. |
| nom. 14 Agosto de 1583          | 29 fevereiro de 1604            | John Whitgift           | Traduzido de Worcester. |
| nom. 9 Outubro de 1604          | 2 Novembro de 1610              | Richard Bancrdet        | Traduzido de Londres. |
| nom. 4 Mar de 1611              | 4 Agosto de 1633                | George Abbot            | Traduzido de Londres. |
| nom. 6 Agosto de 1633           | 10 Jan de 1645                  | William Laud            | Traduzido de Londres; executado; Comemorado na Igreja da Inglaterra e na Igreja Episcopal dos Estados Unidos.                                    |
| 10 Jan de 1645                  | 2 Setembro de 1660              | Sé vacante              | Sé vacante |
| nom. 2 setembro de 1660         | 4 Junho de 1663                 | William Juxon           | Traduzido de Londres. |
| nom. 16 Junho de 1663           | 9 Novembro de 1677              | Gilbert Sheldon         | Traduzido de Londres. |
| 27 Jan de 1678                  | Destituído. 1 fevereiro de 1690 | William Sancrdet        | Deão de St Paul's; Destituído por não prestar juramento a Guilherme e Maria, morreu em 24 de novembro de 1693.                                   |
| 31 maio de 1691                 | 22 Novembro de 1694             | John Tillotson          | Deão de St Paul's. |
| nom. 6 Dezembro de 1694         | 14 Dezembro de 1715             | Thomas Tenison          | Traduzido de Lincoln. |
| nom. 17 Dezembro de 1715        | 24 Jan de 1737                  | William Wake            | Traduzido de Lincoln. |
| nom. 9 fevereiro de 1737        | 10 Outubro de 1747              | John Potter             | Traduzido de Oxford. |
| nom. 21 Outubro de 1747         | 13 Mar de 1757                  | Thomas Herring          | Traduzido de York. |
| nom. 29 Mar de 1757             | 19 Mar de 1758                  | Matthew Hutton          | Traduzido de York. |
| nom. 8 Mar de 1758              | 3 Agosto de 1768                | Thomas Secker           | Traduzido de Oxford. |
| nom. 12 Agosto de 1768          | 19 Mar de 1783                  | Frederick Cornwallis    | Traduzido de Lichfield & Coventry. |
| nom. 31 Mar de 1783             | 18 Jan de 1805                  | John Moore              | Traduzido de Bangor. |
| nom. 1 fevereiro de 1805        | 21 Julho de 1828                | Charles Manners-Sutton  | Traduzido de Norwich. |
| nom. 6 Agosto de 1828           | 11 fevereiro de 1848            | William Howley          | Traduzido de London. |
| nom. 17 fevereiro de 1848       | 6 Setembro de 1862              | John Bird Sumner        | Traduzido de Chester. |
| nom. 20 Outubro 1862            | 28 Outubro 1868                 | Charles Longley         | Traduzido de York. |
| nom. 28 Novembro de 1868        | 1 Dezembro de 1882              | Archibald Campbell Tait | Traduzido de London. |
| nom. 13 Jan de 1883             | 11 Outubro de 1896              | Edward White Benson     | Traduzido de Truro. |
| nom. 9 Novembro de 1896         | 22 Dezembro de 1902             | Frederick Temple        | Traduzido de London. |
| nom. 14 de janeiro de 1903      | res. 12 de novembro de 1928     | Randall Davidson        | Traduzido de Winchester; aposentado; morreu em 25 de maio de 1930.                                                                               |
| nom. 13 de novembro de 1928     | res. 31 de março de 1942        | Cosmo Gordon Lang       | Traduzido de York; aposentado; morreu em 5 de dezembro de 1945.                                                                                  |
| nom. 1 de abril de 1942         | 26 de outubro de 1944           | William Temple          | Traduzido de York. Morreu no cargo. |
| nom. 12 de janeiro de 1945      | res. 31 de maio de 1961         | Gedefrey Fisher         | Traduzido de London; aposentado; morreu em 1972.                                                                                                 |
| nom. 1 de junho de 1961         | res. 15 de novembro de 1974     | Michael Ramsey          | Traduzido de York; aposentado; morreu em 23 de abril de 1988.                                                                                    |
| nom. 18 de novembro de 1974     | res. 25 de janeiro de 1980      | Donald Coggan           | Traduzido de York; aposentado; morreu em 17 maio de 2000.                                                                                        |
| nom. 1 de fevereiro de 1980     | res. 31 de janeiro de 1991      | Robert Runcie           | Traduzido de St Albans; aposentado; morreu em 11 de julho de 2000.                                                                               |
| enth. 19 de abril de 1991       | res. 31 de outubro de 2002      | George Carey            | Traduzido de Bath & Wells; aposentado. |
| el. conf. 2 de dezembro de 2002 | res. 31 de dezembro de 2012     | Rowan Williams          | Traduzido de Monmouth. Ele também foi Arcebispo de Gales. A sua demissão foi anunciada a 16 de março de 2012 e entrou em vigor no final de 2012. |
| 4 fevereiro de 2013             | 7 de janeiro de 2025            | Justin Welby            | Traduzido de Durham. Sua nomeação começou em fevereiro de 2013.                                                                                  |